# Berindei (okręg Aluta)
Berindei – wieś w Rumunii, w okręgu Aluta, w gminie Dăneasa. W 2011 roku liczyła 587 mieszkańców.